# Kinas

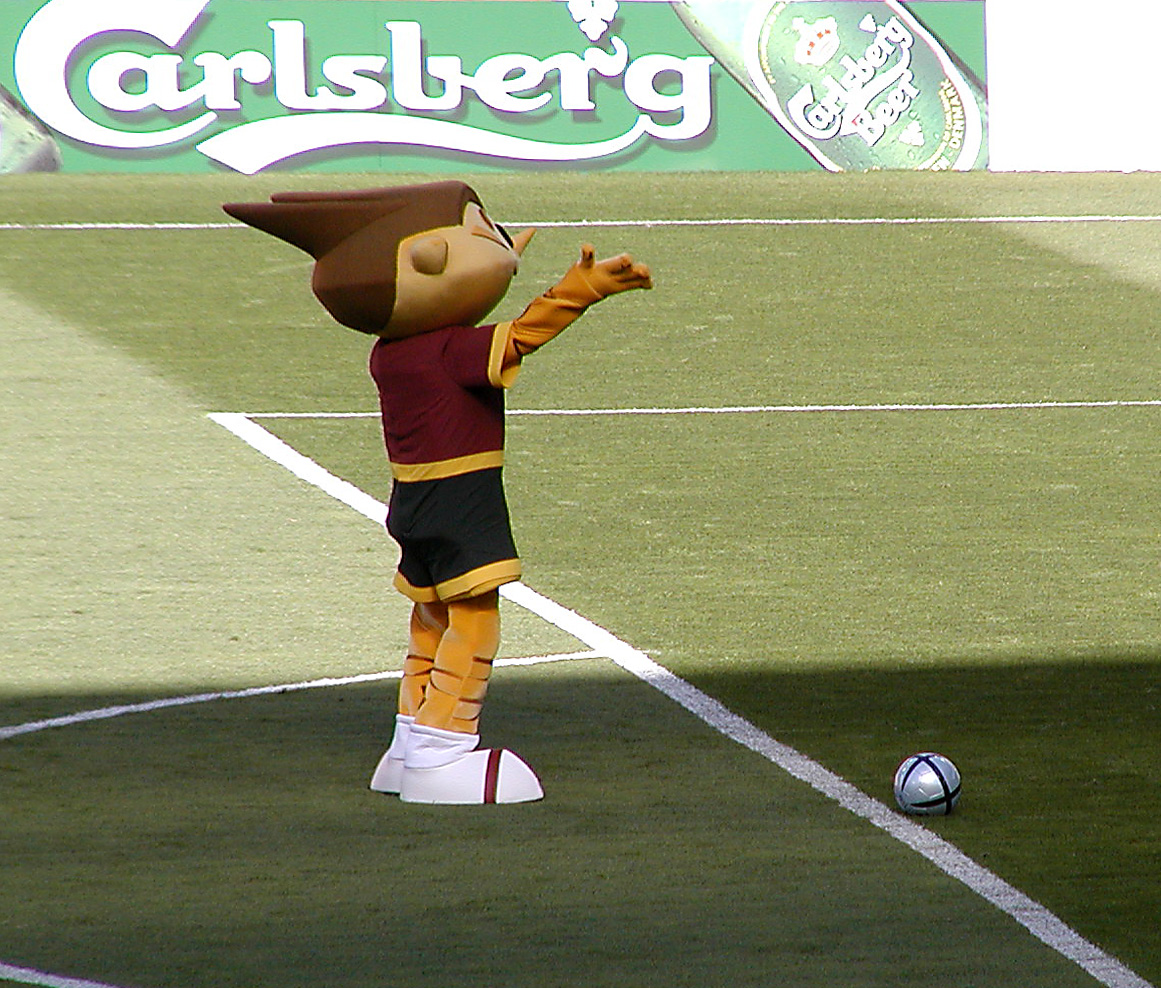
Kinas podczas Mistrzostw Europy w Piłce Nożnej 2004.

Kinas – oficjalna maskotka Mistrzostw Europy w Piłce Nożnej 2004 w Portugalii.
Maskotka została zaprezentowana po raz pierwszy 29 marca 2003 roku podczas ceremonii w audytorium Serralves w Porto, tuż przed rozpoczęciem meczu towarzyskiego pomiędzy reprezentacją Portugalii a reprezentacją Brazylii (1:0) na Estádio do Dragão w Porto, na którym było 45 000 widzów. To chłopiec w barwach reprezentacji Portugalii (pierwsza od mistrzostw Europy 1980 we Włoszech maskotka postaci ludzkiej). Urodził się w małej odległej wiosce. Bardzo wysportowany ze szczególnym talentem do piłki nożnej, a także przynosi szczęście.
Imię pochodzi od „Bandeira das Quinas” – nazwy flagi Portugalii oraz od słowa „Quine”, niebieskich tarcz ze srebrnymi kołami na herbie Portugalii, oznaczających pięć zwycięstw pierwszego króla Portugalii – Alfonsa I Zdobywcy nad Maurami.